# Payton Otterdahl
Payton Otterdahl, né le 2 avril 1996 à Rosemount, est un athlète américain, spécialiste du lancer du poids.

## Biographie
Spécialiste du lancer du disque à ses débuts, il remporte la médaille d'or des championnats panaméricains juniors 2015. 
Il participe en 2021 à la finale du lancer du poids des Jeux olympiques de Tokyo, terminant au 10e rang avec 20,32 m.
Troisième des championnats des États-Unis 2023, il se classe 5e des championnats du monde 2023 à Budapest, avec la marque de 21,86 m.

## Palmarès
| Date | Compétition                        | Lieu     | Résultat | Épreuve          | Marque  |
| ---- | ---------------------------------- | -------- | -------- | ---------------- | ------- |
| 2015 | Championnats panaméricains juniors | Edmonton | 1er      | Lancer du disque | 57,96 m |
| 2021 | Jeux olympiques                    | Tokyo    | 10e      | Lancer du poids  | 20,32 m |
| 2023 | Championnats du monde              | Budapest | 5e       | Lancer du poids  | 21,86 m |
| 2024 | Jeux olympiques                    | Paris    | 4e       | Lancer du poids  | 22,03 m |

## Records
| Épreuve          | Performance | Lieu       | Date          |
| ---------------- | ----------- | ---------- | ------------- |
| Lancer du poids  | 22,59 m     | Des Moines | 24 avril 2024 |
| Lancer du disque | 62,94 m     | Lincoln    | 6 avril 2019  |